# Lojze Kovačič
Lojze Kovačič (9 de noviembre de 1928, Basilea, Suiza - 1 de mayo de 2004, Ljubljana, Eslovenia) fue un escritor esloveno. Se le considera como el autor cumbre de la prosa eslovena contemporánea. 

## Biografía
Nació en 1928 en Basilea, Suiza, como el último de tres hijos. Su padre era un peletero esloveno, y partió muy temprano al extranjero, donde conoció a la madre del escritor, Elizabeth, una costurera de nacionalidad alemana, con la que se estableció en Basel. Su padre rechazó después la ciudadanía suiza, por lo que la familia Kovačič fue expulsada de Suiza en 1938 y tuvo que regresar al Reino de Yugoslavia. La familia pasó esos primeros años en Dolenjska (Cegelnica pri Novem mestu) con los parientes del padre, pero un año más tarde se mudó a Ljubljana. La infancia de Lojze Kovačič estuvo marcada por la guerra, la pobreza y la marginalidad social. En Ljubljana, Lojze Kovačič terminó la escuela primaria con retraso por no saber la lengua eslovena, pero más tarde se diplomó en las lenguas eslovena y alemana en la Academia Pedagógica de Ljubljana. El año 1944 marcó a Kovačič intensamente con la muerte de su padre y el fin de la Segunda Guerra Mundial trajo una nueva pérdida: la de su madre. Su hermana y su sobrina fueron deportadas de Yugoslavia a un campo para personas evacuadas en Austria. Kovačič continuó con su formación, publicó sus primeros textos en Mladina, Mlada zarja y Mladinska revija y en el año 1948 empezó el servicio militar obligatorio en Macedonia. Al regresar a Ljubljana se casó y fundó una familia, continuando con la publicación de textos literarios. Trabajó como bibliotecario y desde 1963 como dramaturgo en el Teatro de marionetas de Ljubljana, donde trabajó muchos años también como pedagogo. Diez años después empezó a guiar talleres literarios en Pionirski dom hasta su retiro. Publicó constantemente, escribió varias obras para los niños y jóvenes, novelas, ensayos, relatos cortos, piezas radiofónicas, etc. Sus obras fueron premiadas varias veces. Murió en Ljubljana en 2004.

## Obra
Su obra literaria pertenece a las corrientes modernistas y existencialistas eslovenas y es fuertemente autobiográfica. La crítica lo considera como autor cumbre de la literatura eslovena, declara que Kovačič dio a la literatura eslovena lo que Proust ha dado a los franceses, Joyce a los ingleses o Tolstoi a los rusos, y afirma que Kovačič es sin duda un momento clave también en la literatura mundial. 
Recibió varios premios nacionales e internacionales por su obra, entre ellos el Premio Prešeren (1973) y el del Fondo Prešeren (1969), el Premio Župančič por su contribución artística y cultural (1972 y 1986), el Premio Kresnik por sus novelas Kristalni čas (1991) y Otroške stvari (2004), el premio Klemenčič (1996) por el conjunto de su obra, la placa de oro de Linhart por su actividad teatral y el premio Morshigo por la mejor pieza radiofónica del Festival internacional de piezas radiofónicas en Tokio (1993).
Prosa
- Ljubljanske razglednice, (1954)
- Ključi mesta, (1964)
- Deček in smrt, (1968)
- Sporočila v spanju, (1972)
- Preseljevanja, (1974)
- Resničnost, (1976)
- Pet fragmentov, (1981)
- Prišleki: pripoved, Los inmigrados (Partes I y II 1984 y Parte III 1985)
- Sporočila iz sna in budnosti, (1987)
- Prah : dnevnik, zapažanja, reminiscence, (1988)
- Basel, (1989)
- Kristalni čas, (1990)
- Vzemljohod, (1993)
- Zgodbe s panjskih končnic, (1993)
- Otroške stvari, (2003)
- Tri ljubezni, (2004)

Obras para niños
- Novoletna zgodba, (1958)
- Zgodbe iz mesta Rič-Rač, (1962)
- Fantek na oblaku ; Dva zmerjavca, (1969)
- Potovanje za nosom, (1972)
- Možiček med dimniki, (1974)
- Najmočnejši fantek na svetu, (1977)
- Zgodba o levih in levčku, (1983)
- Zgodbe iz mesta Rič - Rač in od drugod, (1994)